# Claire Messud
Claire Messud (Greenwich, 8 ottobre 1966) è una scrittrice statunitense.

## Biografia
Nata nel 1966 a Greenwich, nel Connecticut, vive e lavora a Boston assieme al marito, il critico letterario James Wood, e due figli.
Cresciuta tra Canada, Stati Uniti e Australia, ha ottenuto un Bachelor of Arts nel 1987 all'Università Yale e un Master of Arts nel 1987 all'Università di Cambridge.
Ha esordito nel 1995 con il romanzo When the World Was Steady arrivando finalista al Premio PEN/Faulkner per la narrativa.
In seguito ha dato alle stampe altri 5 romanzi e due racconti lunghi vincendo l'Encore Award nel 2000 con L'innocenza perduta di Sagesse ed entrando nella longlist del Booker Prize nel 2006 con I figli dell'imperatore.

## Opere

### Romanzi
- When the World Was Steady (1995)
- L'innocenza perduta di Sagesse (The Last Life, 1999), Casale Monferrato, Piemme, 2001 traduzione di Maria Clara Pasetti ISBN 88-384-4737-3.
- The Professor's History (2006)
- I figli dell'imperatore (The Emperor's Children, 2006), Milano, Mondadori, 2007 traduzione di Silvia Pareschi ISBN 978-88-04-56307-5.
- La donna del piano di sopra (The Woman Upstairs), Torino, Bollati Boringhieri, 2013 traduzione di Silvia Pareschi ISBN 978-88-339-2448-9.
- La ragazza che brucia (The Burning Girl, 2017), Torino, Bollati Boringhieri, 2018 traduzione di Costanza Prinetti ISBN 978-88-339-2949-1.
- Questa nostra strana storia (This Strange Eventful History), Torino, Bollati Boringhieri, 2024 traduzione di Costanza Prinetti Castelletti ISBN 978-88-339-3774-8.

### Racconti
- La donna del martedì (A Simple Tale, 2001), Torino, Bollati Boringhieri, 2015 traduzione di Manuela Faimali ISBN 978-88-339-2642-1.
- La paura del desiderio (The Hunters, 2001), Torino, Bollati Boringhieri, 2016 traduzione di Manuela Faimali ISBN 978-88-339-2662-9.

### Saggi
- Kant's Little Prussian Head and Other Reasons Why I Write (2020)